# پاتیا اوپازیلا
پاتیا اوپازیلا (به لاتین: Patiya) یک منطقهٔ مسکونی در بنگلادش است که در ناحیه چیتاگونگ واقع شده‌است. پاتیا اوپازیلا ۳۱۶٫۴۷ کیلومتر مربع مساحت و ۳۹۸٬۸۳۶ نفر جمعیت دارد.